# Orlando Pierri
Orlando Pierri fue un pintor nacido el 18 de febrero de 1913 en Buenos Aires, Argentina. Falleció en 1991.
Fue discípulo de Emilio Centurión y Alfredo Guido. 
En 1934 egresa de la Escuela Nacional de Arte con el título de profesor de dibujo. Cursa estudios de perfeccionamiento en la Escuela Superior de Bellas Artes Ernesto de la Cárcova y viaja a Europa en 1937, donde entra en contacto con el surrealismo. 
Fue miembro del Grupo Orión junto a Luis Barragán y Leopoldo Presas, entre otros.
A partir de 1946 abandona el surrealismo puro para abocarse a un estilo con tendencias hacia la abstracción.
Es el padre del artista argentino Duilio Pierri.